# Thời gian biểu hàng không - thế kỷ 18

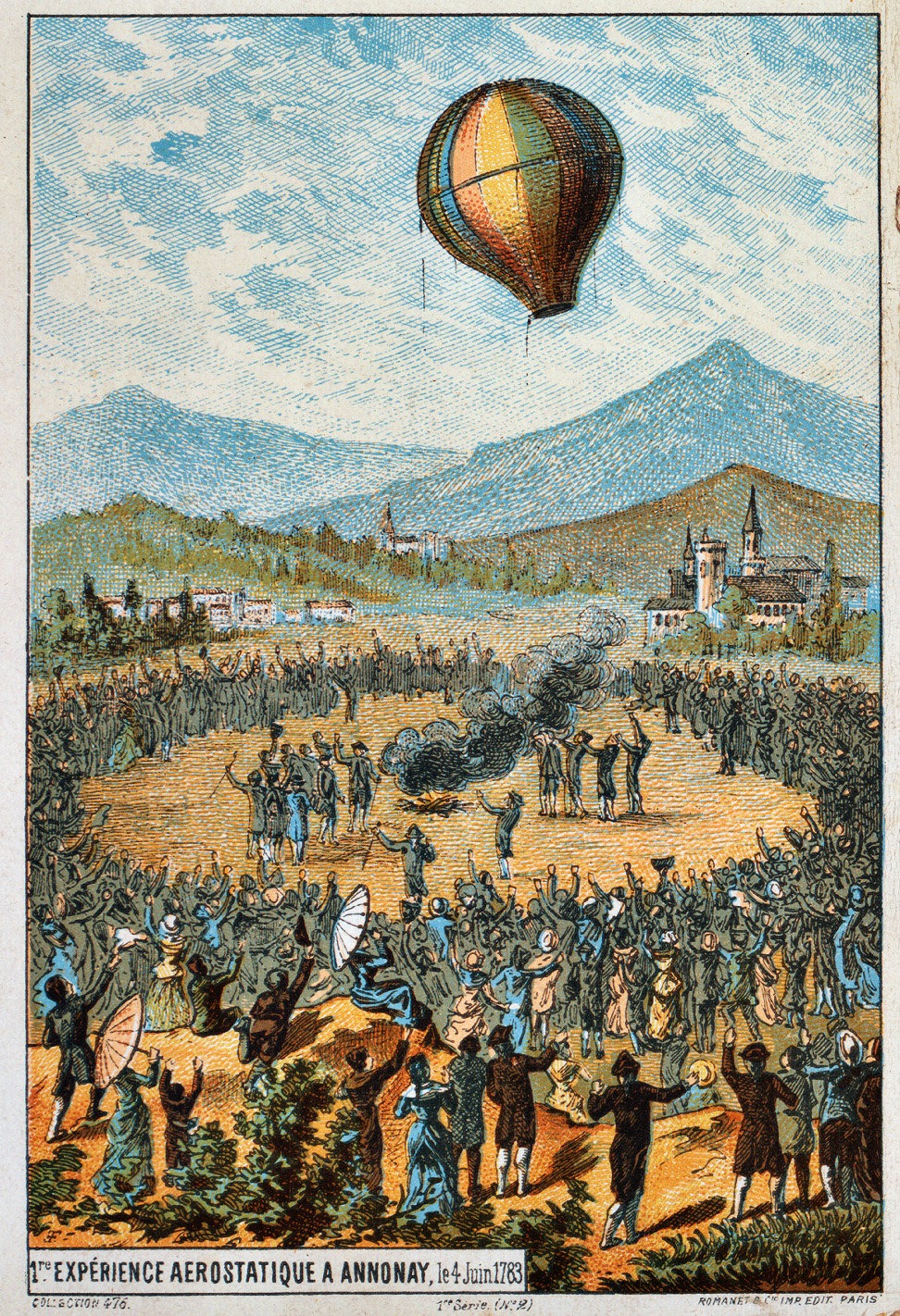
1783: Chuyến bay đầu tiên tại Annonay.

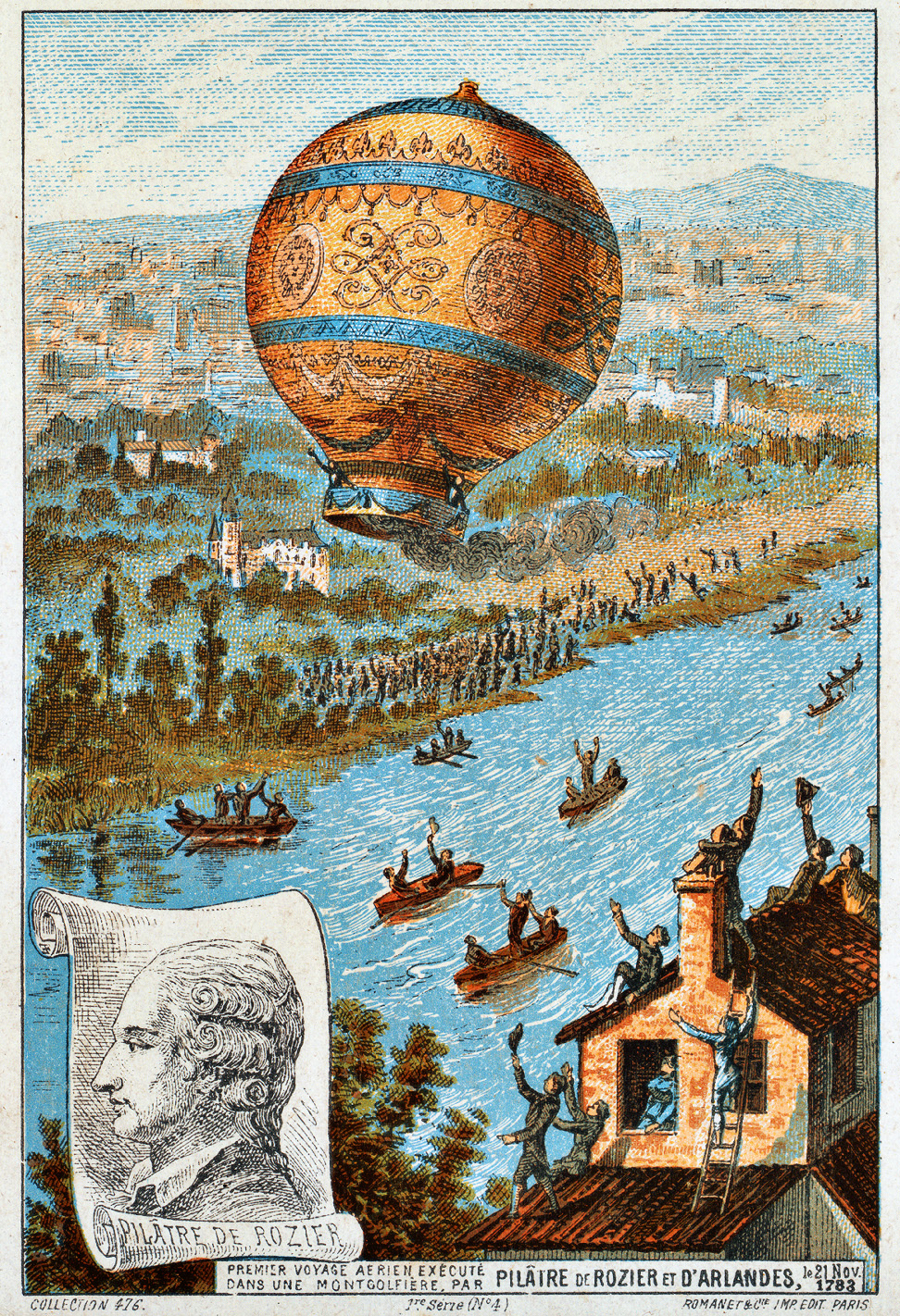
1783: Chuyến du hành do người điều khiển đầu tiên tại Paris.

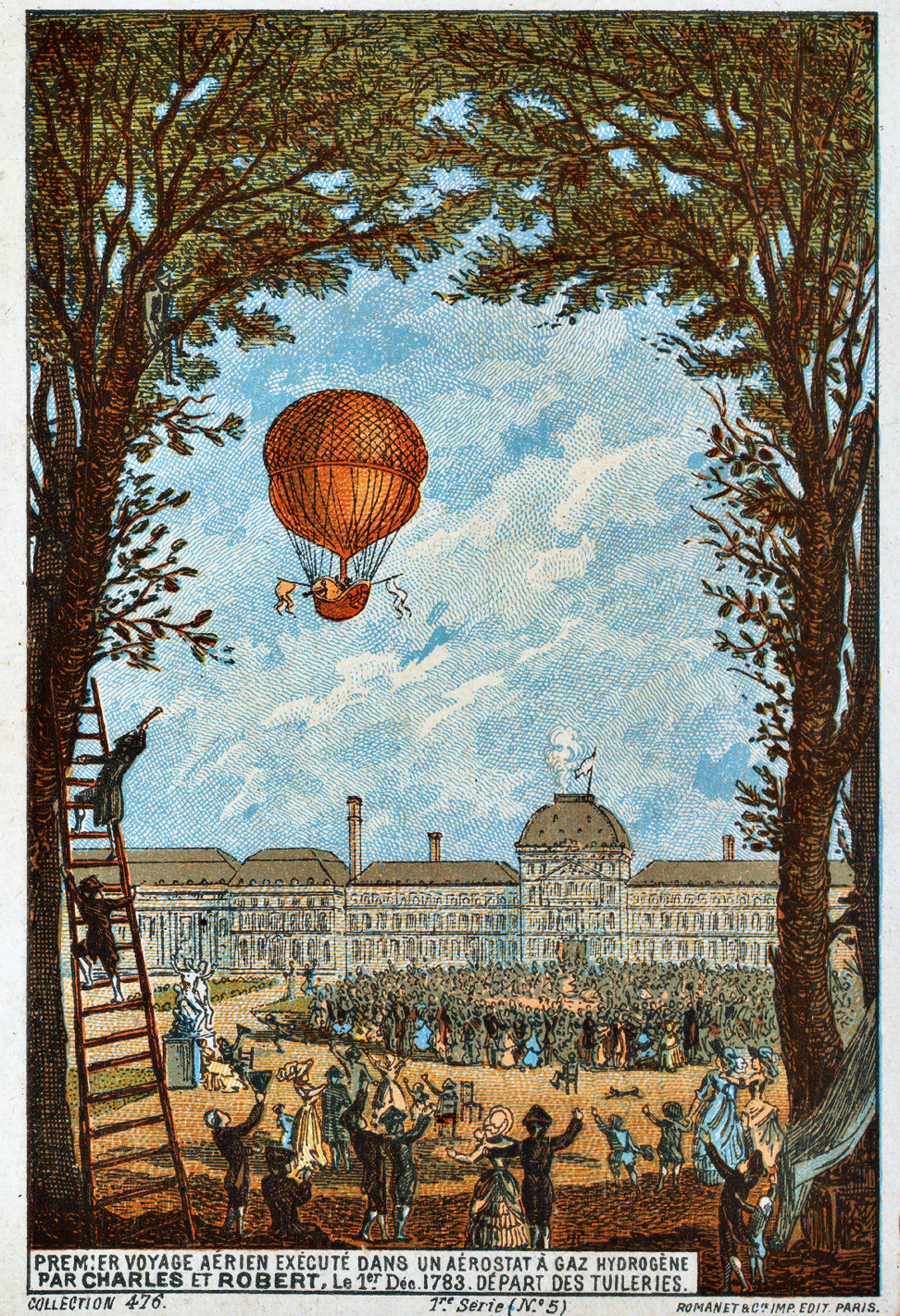
1783: Chuyến bay đầu tiên của khí cầu khí nóng.

## Hàng không thế kỷ 18
- 1700-1799
  - Diều được phổ biến trong suốt thế kỷ.
- 1709
  - Cha xứ Bartolomeu de Gusmão thiết kế một mẫu khí cầu khí nóng và giải thích thiết kế cho Vua John V của Bồ Đào Nha.
- 1716
  - Kế hoạch diều lượn được cân nhắc kỹ của học giả người Thụy Điển tên là Emanuel Swedenborg. Đây là cơ sở cho việc xây dựng dụng cụ bay như chim và diều lượn.
- 1738
  - Trong cuốn sách Hydrodynamica của học giả người Thụy Sĩ Daniel Bernoulli (1700-1782), ông đã công thức hóa nguyên lý bảo toàn năng lượng của các luồng khí (Nguyên lý Bernoulli), mối quan hệ giữa áp suất và vận tốc trong một luồng không khí.
- 1746
  - Kỹ sư quân sự người Anh là Benjamin Robins (1707-1751) đã phát minh một máy ly tâm cánh tay đòn xoắn để xác định lực kéo.
- 1766
  - Nhà hóa học người Anh là Henry Cavendish đã thành công trong việc xác định rõ tỷ trọng của khí Hydro.
- 1772
  - Abbé Desforges không thành công khi thử bay với một thiết bị có một cái giỏ và những mái chèo được làm bằng lông chim.
- 1777
  - Tại St.Louis, tù nhân có tên là Dominikus Dufort đã nhảy từ một tòa nhà cao với một bộ quần áo dù và đã được thưởng bằng một số tiền.
- 1781
  - Nhà khoa học Italy là Tiberiua Cavallo, sau đó sống ở Anh, đã tạo ra những bong bóng xà phòng được thổi đầy oxi bên trong.
- 1783
  - 5 tháng 6, chuyến bay không người điều khiển trên khí cầu khí nóng của Anh em nhà Montgolfier (Montgolfière) tại Vivarais, Pháp. Anh em Montgolfiers đã trình diễn một khí cầu khí nóng công khai tại Annonay.
  - 27 tháng 8, chuyến bay của một khí cầu thí nghiệm hydro tại Paris (được chế tạo bởi Giáo sư Charles và người đồng sự tên là Roberts). Nó bay 25 km (15 dặm) từ Paris đến Gonesse và bị những người nông dân sợ hãi phá hủy.
  - 19 tháng 9, anh em nhà Montgolfier đã đưa một con cừu, một con vịt và một con gà trống vào một khí cầu khí nóng trong một cuộc trình diễn cho Vua Louis XVI của Pháp. Khí cầu đã bay lên 500 m (1.700 ft) và trở lại mặt đất với những con vật lành lặn.
  - 15 tháng 10, Pilâtre de Rozier và Marquis d'Arlandes bay lên không trung trong một khí cầu Montgolfière đã được buộc dây neo tại Paris. de Rozier trở thành hành khách đầu tiên trên một khí cầu khí nóng bay cao 26 m (84 ft).
  - 21 tháng 11, trong một chuyến bay dài 25 phút, de Rozier và d'Arlandes đã thực hiện chuyến bay đầu tiên không có dây neo trên khí cầu Montgolfière tại Paris, đây là những hành khách đầu tiên được chở trong một chuyến bay tự do trên một khí cầu khí nóng.
  - 1 tháng 12, Charles và người trợ lý Robert thực hiện chuyến bay đầu tiên trên một khí cầu đầy khí hydro (Charliere). Trên chuyến bay thứ hai, Charles đã đạt tới độ cao 2700 m phía trên Vivarais. Họ đã di chuyển từ Paris đến Nesles, với khoảng cách là 43 km (27 miles).
  - Sebastian Lenormand thực hiện vài cuộc nhảy dù từ trên ngọn tháp của đài quan sát tại Montpellier.
- 1784
  - 19 tháng 9, Colin Hullin và đồng sự Robert đã cho một chiếc khí cầu bay một quãng đường dài 186 km từ Paris đến Beuvry.
  - Jean-Pierre Blanchard trang bị một động cơ cánh quạt sức người trên một khí cầu, đây là bản ghi đầu tiên về những phương tiện tạo chuyển động được mang ở trên cao.
  - Pilâtre de Rozier  và nhà hóa học Proust bay lên cao 4000 m với một khí cầu Montgolfière.
  - Jean Baptiste Meusnier làm một khí cầu hình chữ nhật để khám phá những vùng chưa biết, với một thủy thủ đoàn điều khiển khí cầu bằng sức mạnh của cơ bắp.
- 1785
  - 15 tháng 6, Pilâtre de Rozier và Pierre Jules Romain trở thành những nạn nhân đầu tiên của rủi ro hàng không được biết đến khi chiếc khí cầu của họ đã đâm vào nhau trong khi đã cố thử bay qua kênh Anh.
  - 7 tháng 1, Jean-Pierre Blanchard và nhà khí tượng học người Hoa Kỳ là John Jeffries bay qua eo biển Anh từ Dover đến Guînes trên một khí cầu.
  - Richard Crosbie thực hiện vài nỗ lực không thành công để bay qua biển Ailen trên một chiếc khí cầu đầy khí Hydro.
- 1793
  - Jean-Pierre Blanchard thực hiện chuyến bay bằng khí cầu đầu tiên tại Hoa Kỳ
- 1794
  - 2 tháng 4, thành lập đại đội khí cầu đầu tiên trong Lục quân Pháp, chúng được sử dụng với tên gọi l'Entreprenant cho nhiệm vụ trinh sát quân đội Áo trong Trận Fleurus. Hai đại đội khí cầu quan sát đã được thành lập, nhưng đã bị giải tán vào năm sau đó.
- 1797
  - 22 tháng 10, André-Jacques Garnerin nhảy từ một khí cầu trên độ cao 3.200 phía trên Parc Monceau tại Paris bằng một chiếc dù có đường kính 23-foot được làm bằng vải bạt trắng với một cái giỏ được gắn vào. Ông được công nhận là "official French aeronaut of the state" (nhà phi hành chính thức của nhà nước Pháp).
- 1799
  - Sir George Cayley người Anh (1773-1857) đã phác thảo một tàu lượn với một thiết bị bánh lái và một thiết bị nâng. Bản thảo của ông được xem xét như một điểm xuất phát của những nghiên cứu khoa học trên những cỗ máy biết bay nặng hơn không khí.

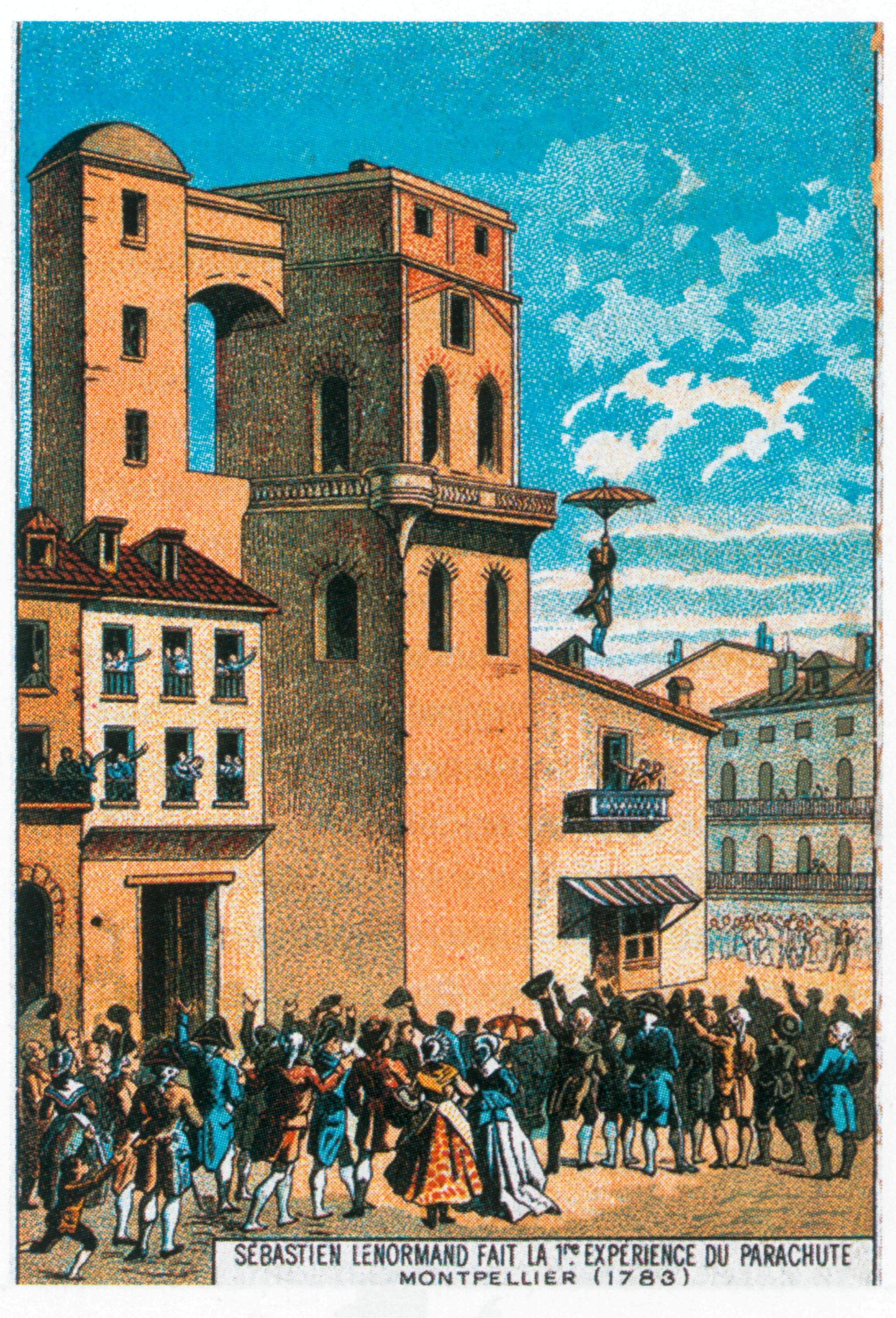
1783: Sebastian Lenormand thực hiện một cuộc nhảy dù.
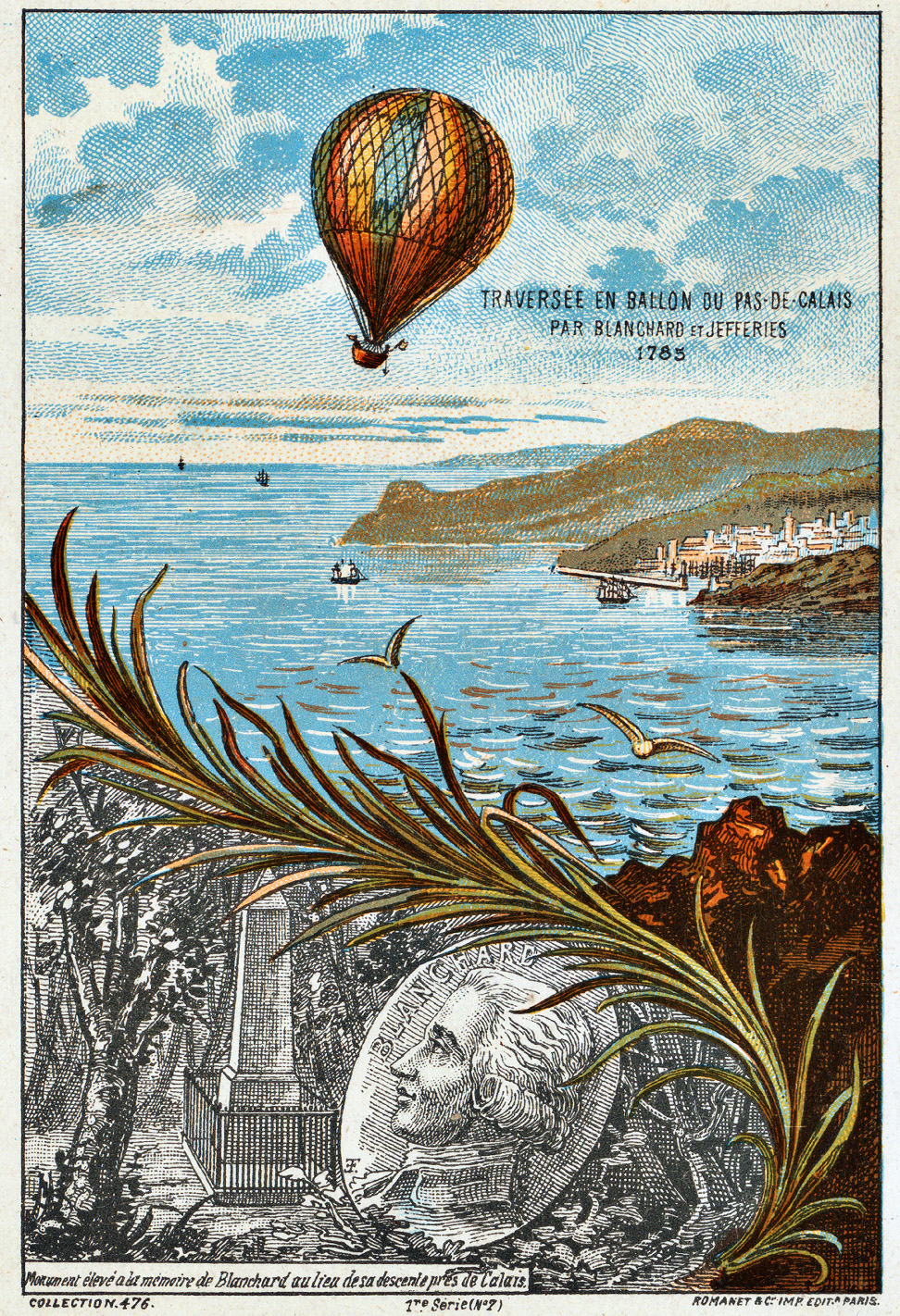
1785: Chuyến bay đầu tiên qua eo biển.
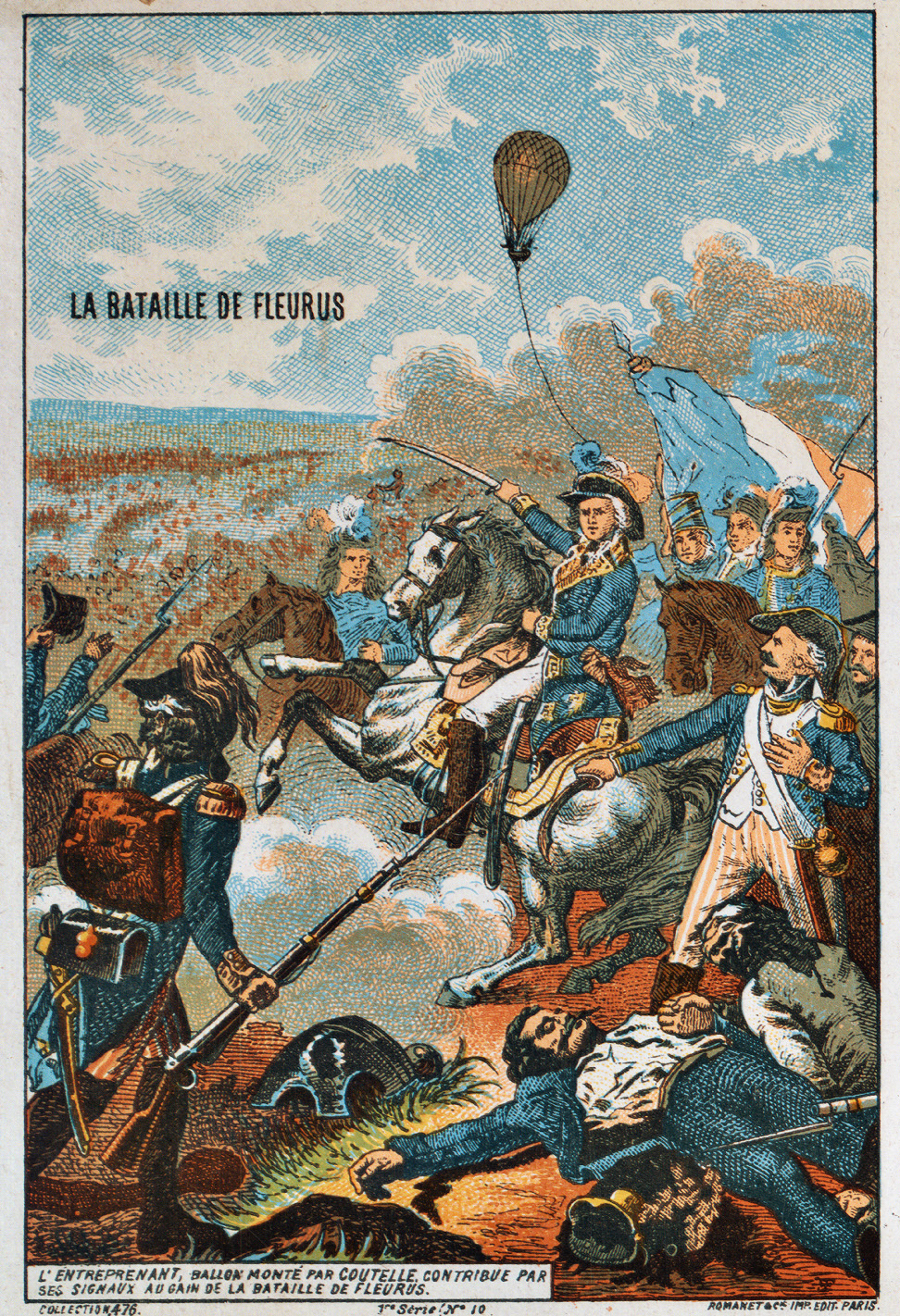
1794: Lần đầu tiên được sử dụng trong chiến tranh.
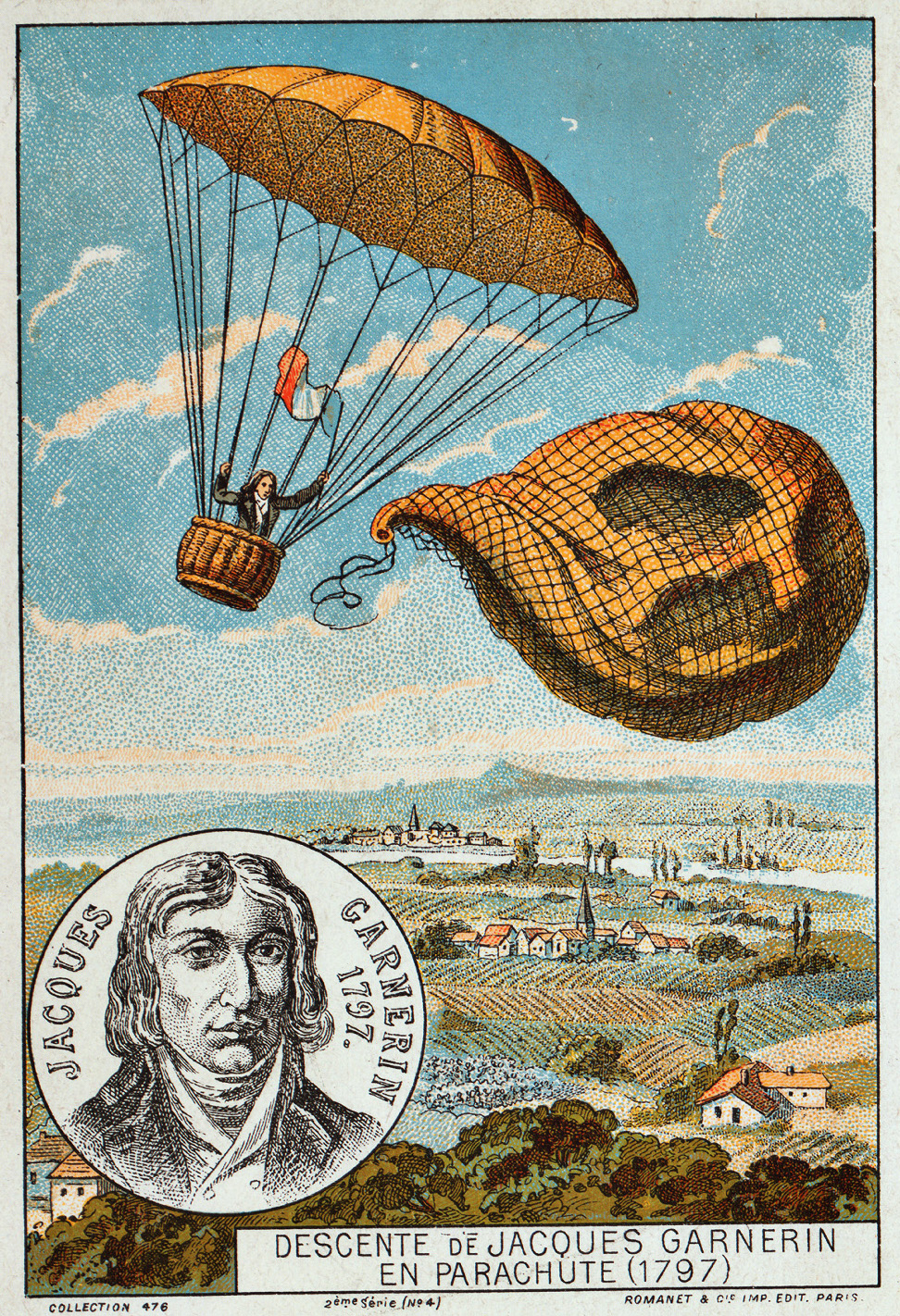
1797: Cuộc nhảy dù từ một khí cầu trên độ cao lớn đầu tiên.